# Florian Kurath
Florian Kurath (* 9. Mai 1995 in Klagenfurt am Wörthersee) ist ein ehemaliger österreichischer Eishockeyspieler, der seit 2018 beim EHC Althofen in der vierten österreichischen Eishockey-Liga spielt.

## Karriere
Florian Kurath begann bei seinem Heimatstadtklub EC KAC das Eishockeyspielen. Nach einem Jahr in der schwedischen Jugendliga beim Södertälje SK, zog es in wieder in seine Heimat Klagenfurt, wo er 2014 mit dem KAC die österreichische U20-Meisterschaft gewinnen konnte. Nach kurzen Gastspielen in Dornbirn und beim EHC Bregenzerwald, mit dem er 2016 die Inter-National-League gewinnen konnte, spielte er zwischen 2016 und 2018 wieder beim EC KAC.
2018 beendete er seine Profikarriere.

### International
Kurath vertrat Österreich bei den U18-Weltmeisterschaften 2011 in der Division II, 2012 und 2013 jeweils in der Division I, sowie bei den U20-Weltmeisterschaften 2013 und 2014. Sein Debüt in der österreichischen Herren-Auswahl gab er am 19. April 2015 bei der 3:4-Niederlage im Freundschaftsspiel gegen Slowenien in Ljubljana. Zu einem weiteren Länderspieleinsatz kam er 2017.

## Erfolge und Auszeichnungen
- 2011 Aufstieg in die Division I bei der U18-Weltmeisterschaft der Division II, Gruppe A
- 2014 Österreichischer U20-Meister mit dem Klagenfurter AC
- 2016 Gewinn der Inter-National-League mit dem EHC Bregenzerwald

## Karrierestatistik
(Legende zur Spielerstatistik: Sp oder GP = absolvierte Spiele; T oder G = erzielte Tore; V oder A = erzielte Assists; Pkt oder Pts = erzielte Scorerpunkte; SM oder PIM = erhaltene Strafminuten; +/− = Plus/Minus-Bilanz; PP = erzielte Überzahltore; SH = erzielte Unterzahltore; GW = erzielte Siegtore; 1 Play-downs/Relegation; Kursiv: Statistik nicht vollständig)